# Erioptera multiannulata
Erioptera multiannulata är en tvåvingeart som beskrevs av Alexander 1937. Erioptera multiannulata ingår i släktet Erioptera och familjen småharkrankar. Inga underarter finns listade i Catalogue of Life.